# Lohot
Lohot est un personnage du cycle arthurien, chevalier apparaissant dans Perlesvaus. Il en est aussi fait mention dans Le Cycle du Graal de Jean Markale.
Il est présenté comme étant le fils d'Arthur et de Guenièvre, donc le seul fils légitime du roi, ce qui est en contradiction avec toutes les autres versions de la légende arthurienne.
Sa particularité est de s'endormir sur le corps des ennemis qu'il a vaincu au combat, ce qui causera sa perte.
Après avoir combattu le géant Logrin, Lohot s'endort sur son cadavre. Il sera tué accidentellement par Keu, qui voulait trancher la tête du géant pour l'apporter à la cour d'Arthur, et en remporter la gloire.
Lohot est considéré comme « un vassal de grand'vertu » dans le roman  Erec et Enide de Chrétien de Troyes. Le nom de Lohot est équivalent au gallois Llacheu.